# 捷俱航空
捷俱航空（Jetclub）是一家位于瑞士苏黎世的包机航空公司。2009年12月28日，該航空公司申請破產，隨後於2011年11月24日進行清算。

## 机队
截至2008年5月24日，捷俱航空的机队组成为：
- 空中客车A320-211：1架（从突尼斯航空租借）